# Rajtakapva
A Rajtakapva (eredeti cím: Caught Stealing) 2025-ös amerikai bűnügyi filmthriller, amelyet Charlie Huston forgatókönyvéből Darren Aronofsky rendezett, Huston Caught Stealing című könyve alapján. A főbb szerepekben Austin Butler, Regina King, Zoë Kravitz, Matt Smith, Liev Schreiber, Vincent D’Onofrio, Griffin Dunne, Bad Bunny és Carol Kane látható.
Az Amerikai Egyesült Államokban 2025. augusztus 29-én mutatják be a mozikban. Magyarországon egy nappal korábban, augusztus 28-án jelenik meg az InterCom Zrt. forgalmazásában.

## Cselekmény
Lower East Side, 1990: Hank Thompson a középiskolában ígéretes baseballjátékos volt. Mára bárpultosként dolgozik, emellett alkoholista. Amikor Hanknek néhány napra vigyáznia kell szomszédja, a punkrocker Russ macskájára, hirtelen a New York-i alvilág bűnözői ügyleteibe keveredik.

## Szereplők
| Szerep        | Színész              | Magyar hang              |
| ------------- | -------------------- | ------------------------ |
| Hank Thompson | Austin Butler        | Ember Márk (előzetes)    |
| Roman         | Regina King          |                          |
| Yvonne        | Zoë Kravitz          | Földes Eszter (előzetes) |
| Russ          | Matt Smith           | Horváth Illés (előzetes) |
| Lipa          | Liev Schreiber       | Kálid Artúr (előzetes)   |
| Shmully       | Vincent D’Onofrio    |                          |
| Paul          | Griffin Dunne        |                          |
| Colorado      | Bad Bunny            |                          |
| Bubbe         | Carol Kane           |                          |
| N/A           | Tenoch Huerta        |                          |
| Dale          | D’Pharaoh Woon-A-Tai |                          |
| Jason         | Will Brill           |                          |
| Edwin         | Action Bronson       |                          |
| Duane         | George Abud          |                          |
| Alekszej      | Yuri Kolokolnikov    |                          |
| Pavel         | Nikita Kukushkin     |                          |
| Hero Batter   | McKinzie J. Scott    |                          |

## A film készítése
2013-ban David Hayter adaptálta Charlie Huston] Hank Thompsonról szóló trilógiájának első könyvét, Patrick Wilsonnal a főszerepben. 2024 márciusában a Sony Pictures bejelentette, hogy új filmadaptáció készül, amelyben Huston saját regényét adaptálja, Darren Aronofsky rendezi, Austin Butler játssza a főszerepet, és a Protozoa Pictures gyártja. 2024 júliusában Zoë Kravitz és Regina King csatlakozott a filmhez, szerepükről azonban nem tettek közzé részleteket. Augusztusban Matt Smith, Liev Schreiber és Bad Bunny csatlakozott a szereplőgárdához, majd a következő hónapban Griffin Dunne, Vincent D’Onofrio, D’Pharaoh Woon-A-Tai és Action Bronson is bekerült a stábba. 2024 decemberében Carol Kane csatlakozott a szereplők köreihez, és olyan szerepet kapott, amiben csak Jiddis nyelven beszél. Tenoch Huerta és Georgia Piña Clark is csatlakozott a filmhez.
A forgatás 2024. szeptember 5-én kezdődött New Yorkban.
A film zenéjét és számlistáját az angol Idles nevű post-punk zenekar írta és vette fel.

## Bemutató
A Rajtakapva világpremierje 2025. augusztus 7-én volt Guaynabóban (Puerto Rico), a Caribbean Cinemas moziban; a film rendezője Darren Aronofsky, valamint főszereplői Austin Butler és Bad Bunny, aki a filmben születési nevén, Benito A. Martínez Ocasionként tűnik fel a stáblistán. A premier Puerto Ricóban került megrendezésre, hogy népszerűsítsék a szigetet, valamint egybeesett Bad Bunny 30 napos, teltházas koncertrezidenciájával, amely a mozitól körülbelül 8 mérföldre zajlott, amin Aronofsky és Butler Bunny VIP vendégeiként vettek részt.
A filmet az Amerikai Egyesült Államokban 2025. augusztus 29-én mutatják be.